# 롱타인현
롱타인현(베트남어: Huyện Long Thành / 縣隆成 / 縣隆城, 륭성현)은 베트남 동나이성의 농촌 현이다. 2003년 현재, 이 현의 인구는 204,793명이고, 면적은 535km2의 지역을 포함한다. 현의 현도는 롱타인에 소재하고 있다. 떤썬녓 국제공항의 포화를 대비해 롱타인 국제공항 프로젝트가 롱타인현에서 진행되고 있다.
지역에 기반을 둔 회사에는 An Giang Coffee Ltd. (CTCP Cà Phê An Giang)가 있다.

## 행정 구역
롱타인현에는 롱타인 시진과 14개의 사가 있다.

### 시진
- 롱타인 시진 (Thị trấn Long Thành / 隆成 / 隆城 )

### 사
- 안프억 (An Phước / 安福)
- 바우깐 (Bàu Cạn / 保乾)
- 빈안 (Bình An / 平安)
- 빈선 (Bình Sơn / 平山)
- 껌드엉 (Cẩm Đường / 錦堂)
- 록안 (Lộc An / 祿安)
- 롱안 (Long An / 隆安)
- 롱득 (Long Đức / 隆德)
- 롱프억 (Long Phước / 隆福)
- 프억빈 (Phước Bình / 福平)
- 프억타이 (Phước Thái / 福泰)
- 수오이쩌우 (Suối Trầu / 帥油)
- 땀안 (Tam An / 三安)
- 떤히엡 (Tân Hiệp / 新協)